# موئشا جانسون
موئشا جانسون (انگلیسی: Moesha Johnson؛ زادهٔ ۱۹ سپتامبر ۱۹۹۷) شناگر زن اهل استرالیا است.
وی در مسابقات کشوری و بین‌المللی در مجموع برندهٔ ۱ مدال طلا، ۱ مدال نقره، ۱ مدال برنز شده است.